# بلقاء خضراء مسودة
بلقاء خضراء مسودة (الاسم العلمي:Melaleuca atroviridis) هو نوع من النباتات يتبع جنس البلقاء من فصيلة الآسية.